# Texture06
『Texture06』は、Koji Nakamura/Nyantoraのアルバム。2016年にMeltintoより発売された。

## 解説
SUPERCARのフロントマンである中村弘二がKoji Nakamura/Nyantora両名義で制作しているCD-Rシリーズ「Texture」の第6弾。
中村のオンラインショップ「Meltinto」や、ライブ会場で販売されている。
ジャケットのスタンプの色は紫。
2018年4月21日に収録曲全ての曲名が発表された。

## 収録曲
1. Dadoex
中村主催のDJイベント「眠レヌ夜二音楽ヲ(仮 Vol.2」のトレーラーに当曲が使用されている。
2. Panther
3. <OOooOO>
音源がSoundCloudで公開されている。「Texture Web」にも収録された。中村主催のDJイベント「眠レヌ夜二音楽ヲ Vol.2」のトレーラーに当曲が使用されている。
4. Dead Moon
「Texture Web2」にも収録された。
5. Deadbeat β
iPadアプリの『d(- -)b』で制作した楽曲。
6. VAP
7. Nyan Loop Nyan
2018年発売のアルバム「マイオリルヒト」の1曲目「Mai Oriru Hito」に当曲が使用されている。
8. Gift From The Sea
9. Monolith
演奏時間が8分弱と、Textureシリーズの全曲で最長。

全作曲・編曲：中村弘二